# Dunit
Dunit, je poznat kao Eksploziv D ili sistematski kao Amonijum pikrat, smatra se sigurnim eksplozivom, jer zahteva značajno električno pražnjenje da bi detonirao i bezbedniji je od pikrinske kiseline.
Razvio ga je major američke vojske Beverli V. Dan 1906. koji je kasnije služio kao glavni inspektor Biroa za transport eksploziva. Amonijum pikrat je so nastala reakcijom pikrinske kiseline i amonijaka. Hemijski je povezan sa stabilnijim eksplozivnim trinitrotoluenom (TNT).
Dunit je takođe i organsko jedinjenje, koje sadrži 6 atoma ugljenika i ima molekulsku masu od 246,134 .

## Istorija
Bio je to prvi eksploziv upotrebljen u operaciji vazdušnog bombardovanja u vojnoj istoriji, koji su izveli italijanski piloti u Libiji 1911. U velikoj meri ga je koristila mornarica Sjedinjenih Država tokom Prvog svetskog rata.
Iako se Dunit generalno smatrao neosetljivom supstancom, do 1911. godine vojska Sjedinjenih Država je napustila njegovu upotrebu u korist drugih alternativa. Mornarica ga je, međutim, koristila u oklopnim artiljerijskim granatama i projektilima, kao i u obalskoj odbrani. Obično ne detoniraju pri udaru oklopnom granatom. Nasuprot tome, granata može da probije oklop, nakon čega se punjenje detonira vremenskim upaljačom. Ovo je bio nedostatak od kojeg su patili prvi oklopni projektili, punjenje je detoniralo pri udaru, a oklop je rasipao energiju izvan sebe.
Godine 2008. skrovišta odbačenog Dunita na udaljenim lokacijama pogrešno su zahvaćena zarđalim stenama u Cape Porcupine, Njufaundlendu i Labradoru, Kanada.
Dunit se može koristiti kao prekurzor visoko stabilnog eksploziva TATB (1,3,5-triamino-2,4,6-trinitrobenzen), tako što se prvo dehidrira da bi se formirao piramid (vezivanje amonijaka kao aminske grupe umesto jona), a zatim ga dalje aminira.

## Proizvodnja
Dunit je lako napraviti kao na primer ako uzmemo jedan gram pikrinske kiseline koja se stavi u staklenu posudu i rastvori u 100 ml amonijaka i zagreje na približno 80 °C (176 °F) i pustite da višak amonijaka ispari. Dobijeni rastvor se osuši, a preostali kristali su kristali amonijum pikrata.

## Sastav
Pravljenje pirotehničke smeše:
- 72,5% amonijum nitrata i 27,5% amonijum pikrata (mešavina JM Czelcovija iz kasnog 19. veka)
- 57% kalijum nitrata i 43% amonijum pikrata (pikrinski prah)
- 55% amonijum pikrata, 25% kalijum pikrata i 20% amonijum dihromata (zlatni prah ili zlatna prašina)

## Sinteza
Dobija se dejstvom pikrinske kiseline na rastvore amonijum hidroksida prema sledećoj reakciji:
C6H3N3O7 + NH4OH -> C6H6N4O7 + H2O
Prednost amonijum pikrata je u tome što je manje korozivan od pikrinske kiseline prema metalnim omotačima u kojima se nalazi.

## Osobine
| Osobina                  | Vrednost |
| ------------------------ | -------- |
| Broj akceptora vodonika  | 7        |
| Broj donora vodonika     | 1        |
| Broj rotacionih veza     | 3        |
| Particioni koeficijent ( | -1,3     |
| Rastvorljivost (logS, log(mol/L))       | -3,7     |
| Polarna površina (PSA, Å2)  | 197,0    |

## Karakteristike
| Amonijum pikrat                | Amonijum pikrat         |
| ------------------------------ | ----------------------- |
| Godina otkrića                 | 1841                    |
| Energija eksplozije            | 3,3 MJ/kg               |
| Energija formiranja            | −1495 kJ/kg             |
| Entalpija formiranja           | 389 kJ/mol (1581 kJ/kg) |
| Balans kiseonika               | −52,0 %                 |
| Sposobnost drobljenja          | 250 cm³ Pb na 10g       |
| Maksimalni pritisak detonacije | nema podataka           |
| Brzina detonacije              | 7,15 km/s               |
| Gustina koja odgovara Vdet     | 1,70 g/cm³              |
| Temperatura detonacije         | 320 °C (608 °F)         |
| Osetljivost na udar            | do 20 Nm bez reakcije   |
| Zapremina gasovitih proizvoda  | 680 dm³/kg              |
| Temperatura tokom eksplozije   | nema podataka           |

## Literatura
- Clayden, Jonathan; Greeves, Nick; Warren, Stuart; Wothers, Peter (2001). Organic Chemistry (I изд.). Oxford University Press. ISBN 978-0-19-850346-0.
- Smith, Michael B.; March, Jerry (2007). Advanced Organic Chemistry: Reactions, Mechanisms, and Structure (6th изд.). New York: Wiley-Interscience. ISBN 0-471-72091-7.
- Katritzky A.R.; Pozharskii A.F. (2000). Handbook of Heterocyclic Chemistry (Second изд.). Academic Press. ISBN 0080429882.

## Dodatna literatura
- J. Köhler, R. Meyer, A. Homburg: Köhler, Josef; Meyer, Rudolf; Homburg, Axel (2008). Explosivstoffe. John Wiley & Sons. стр. 20., 10. ISBN 978-3-527-32009-7.. vollst. überarb. Auflage. Wiley-VCH, Weinheim 2008,